# Jelle Zijlstra
Jelle Zijlstra (27 de agosto de 1918 - 23 de dezembro de 2001) foi um político dos Países Baixos membro do extinto Partido Antirrevolucionário (ARP) que serviu como primeiro-ministro dos Países Baixos entre 22 de novembro de 1966 e 5 de abril de 1967. Economista bem-sucedido, serviu como presidente do De Nederlandsche Bank entre 1 de maio de 1967 e 1 de janeiro de 1982. Era muito respeitado por seu conhecimento e integridade.

## Vida
Zijlstra estudou Economia na Escola de Economia de Rotterdam, obtendo um grau de Mestre em Economia e trabalhou como pesquisador e palestrante em sua alma mater antes de terminar sua tese e se formou como Doutor em Filosofia em Economia Pública e trabalhou como professor de Economia Pública na Universidade Livre de Amsterdã de outubro de 1948 a setembro de 1952. Após a eleição de 1952, Zijlstra foi nomeado Ministro de Assuntos Econômicos do Gabinete Willem Drees tomando posse em 2 de setembro de 1952. Após o líder do partido Jan Schouten anunciou sua aposentadoria Zijlstra foi eleito seu sucessor como líder em 23 de abril de 1956. Para a eleição de 1956, Zijlstra serviu como Lijsttrekker (candidato principal) e foi eleito membro da Câmara dos Representantes e líder parlamentar tomando posse em 3 de julho de 1956. Seguindo uma formação de gabinete Zijlstra continuou como Ministro de Assuntos Econômicos no Gabinete Willem Drees e deixou o cargo de líder e líder parlamentar em 3 de outubro de 1956. O Gabinete Drees III caiu em 11 de dezembro de 1958 e foi substituído pelo zelador do Gabinete Louis Beel, com Zijlstra mantendo seu posição e também se tornar Ministro das Finanças tomou posse em 22 de dezembro de 1958. Para a eleição de 1959, Zijlstra serviu novamente como Lijsttrekker. Após a formação do gabinete, Zijlstra continuou como Ministro das Finanças no Gabinete De Quay. Em setembro de 1962, Zijlstra anunciou que não se candidataria às eleições de 1963 e se recusou a servir no novo gabinete. Zijlstra voltou como um distinto professor de Economia Pública na Universidade Livre de Amsterdã e foi eleito membro do Senado após a eleição para o Senado de 1963, assumindo o cargo em 25 de junho de 1963, atuando como frontbencher e porta-voz das Finanças. Zijlstra também atuou como diretor da Fundação Abraham Kuyper de agosto de 1963 a novembro de 1966.
Zijlstra continuou ativo na política e, em setembro de 1966, foi nomeado o próximo presidente do Banco Central. No entanto, após uma crise política, ele foi persuadido a liderar um gabinete provisório até a próxima eleição. Zijlstra formou o gabinete provisório Zijlstra e tornou-se primeiro-ministro da Holanda e foi Ministro das Finanças assumindo o cargo em 22 de novembro de 1966. Antes da eleição de 1967, Zijlstra indicou que não serviria outro mandato como primeiro-ministro e optou por aceitar a nomeação como chefe do Banco Central. Zijlstra deixou o cargo após a instalação do Gabinete De Jongem 5 de abril de 1967 e foi confirmado como chefe do Banco Central atuando de 1 de maio de 1967 a 1 de janeiro de 1982.

Zijlstra aposentou-se da política ativa aos 63 anos e tornou-se ativo nos setores público e privado como diretor corporativo e sem fins lucrativos, atuou em várias comissões e conselhos estaduais em nome do governo e continuou a defender um orçamento governamental equilibrado. Zijlstra era conhecido por suas habilidades como administrador habilidoso e debatedor eficaz. Zijlstra foi concedido o título honorífico de Ministro de Estado em 30 de Abril de 1983 e continuou a comentar sobre assuntos políticos como estadista até sua morte de demência doença relacionada com a idade de 83.